# Sebastian Wulff
Sebastian Wulff (* 1981 oder 1982) ist ein ehemaliger deutscher Footballspieler.

## Leben
Der aus Pinneberg stammende Wulff spielte in der Jugendabteilung der Hamburg Blue Devils. Im Januar 2000 wurde er in eine Europaauswahl berufen, um in den Vereinigten Staaten gegen die Nationalmannschaften der USA, Kanadas und Panamas anzutreten.
In der Herrenmannschaft der Blue Devils stand Wulff in den Spieljahren 2001 und 2002. In beiden Jahren gewann er mit Hamburg die deutsche Meisterschaft, in den Endspielen wurden jeweils die Braunschweig Lions bezwungen. Wulff kam auf der Position des Wide Receivers zum Einsatz. Er spielte später bei den Norderstedt Nordic Wolves in der Oberliga.